# Ронкари-Тебалди (Верона)
Ронкари-Тебалди је насеље у Италији у округу Верона, региону Венето.
Према процени из 2011. у насељу је живело 46 становника. Насеље се налази на надморској висини од 1102 м.